# Philipp-Melanchthon-Gymnasium Schmalkalden
Das Philipp-Melanchthon-Gymnasium Schmalkalden (kurz: PMG Schmalkalden) ist ein allgemeinbildendes Gymnasium in Schmalkalden. Es ist eines der größten Gymnasien in Thüringen und wurde nach Philipp Melanchthon benannt, der zusammen mit Martin Luther und der Reformation im engen Zusammenhang mit der Stadt Schmalkalden steht.

## Geschichte

### Von der Gründung 1894 bis zur Zeit des Nationalsozialismus
Das Gymnasium wurde 1894 in der damaligen Lindenstraße als Mädchenschule eingeweiht. In den Jahren 1903/1904 erfolgte ein zweigeschossiger Anbau an der Nordseite des Gebäudes. Das Neue Haus wurde als Oberrealschule genutzt, außerdem begann die Abiturausbildung. 1906 verließen die ersten Abiturienten die Schule, aber erst im Jahr 1923 erhält die erste Schülerin ein Abiturzeugnis.
1929/1930 wurde ein zusätzliches Stockwerk auf den nördlichen Anbau gebaut. Zur gleichen Zeit wurde aus der Oberrealschule das Reform-Realgymnasium, welches Französisch als neue Anfangsfremdsprache nutzte. Im Jahre 1931 dürfen Mädchen erstmals alle Klassen des Gymnasiums besuchen.
Es folgte die Zeit des Nationalsozialismus, aus der keine bedeutenden Veränderungen überliefert sind.

### Nach dem Zweiten Weltkrieg
1946 wurde  das Gesetz zur Demokratisierung der deutschen Schule der Landesverwaltungen (Landesregierungen) aufgrund von Befehlen der Sowjetischen Militäradministration in Deutschland (SMAD) der Schule in den Nachkriegsjahren umgesetzt. Durch eine Kürzung der Gymnasialzeit auf vier Jahre konnten fortan Schüler der Klassenstufen 5 bis 8 diese Schule nicht mehr besuchen. Außerdem wird die vierjährige Oberschule der 9. bis 12. Klasse in die Einheitsschule eingegliedert.
Ab 1950 gab es verstärkte politische Einflussnahme durch die Regierung der DDR auch auf das Bildungssystem. Bis zum Mauerbau verließ ein großer Teil des Lehrerkollegiums die Schule und floh nach Westen. Auch zahlreiche Abiturienten kehrten der DDR den Rücken.
1977 wurde der damaligen erweiterten Oberschule der Namen Georgi Dimitroff verliehen. Es entstanden Partnerschaften mit dem Fremdsprachen-Gymnasium Montana in Bulgarien. Diese Partnerschaft hat noch heute Bestand. 1982 besuchten nur noch Schüler der Klassenstufen 11 und 12 die sogenannte Erweiterte Oberschule (EOS).

### Ab der politischen Wende in der DDR bis heute
Ab 1989 kam es im Verlauf der Wiedervereinigung zu einer politischen Wende, so dass 1990 die 9. und 10. Klassenstufen wieder aufgenommen wurden.
Ein Jahr später wurde die erweiterte Oberschule zum staatlichen Gymnasium und vereinigte die Schuljahrgänge 5 bis 12. Im gleichen Jahr stieg die Schülerzahl auf etwa 1200. Somit wurde ein zweites und drittes Gebäude notwendig. Schließlich wurde die ehemalige Seume-Schule und eine Außenstelle in Steinbach-Hallenberg genutzt. Die Lehrplaninhalte wurden korrigiert, Kontakte zu den Gymnasien in Hünfeld und Schweinfurt halfen der Schule beim inneren Demokratisierungsprozess. Es wurden die neuen Fächer Ethik, Religion, Sozialkunde und Wirtschaft/Recht eingeführt. Im Jahr 1994 wurden die ersten Abiturienten mit dem Abitur nach bundesdeutschem Recht verabschiedet.
1997 bekam das Gymnasium seinen heutigen Namen Philipp Melanchthon.

#### Weitere bauliche Erweiterungen
Weiterhin finden größere bauliche Veränderungen statt. Es entstehen ein neuer Chemieraum, ein neuer Physikraum und zwei Computerkabinette, außerdem wird die Aula grundlegend saniert. Zwei Jahre später wird die neue Sport- und Mehrzweckhalle der Schulverwaltung übergeben.
1998 wurden verschiedene Projekte der Erweiterung und Generalsanierung, der Fassaden- und Dacherneuerung sowie der Ausstattung mit technischen Geräten und neuem Mobiliar begonnen.
Bereits 1999 wurde erneut ein neues Gebäude für Fachkabinette errichtet, die Einweihung des Neubaus sowie des Verbindungstraktes (Atrium) zum Hauptgebäude fand ein Jahr später statt. Dieser Komplex ist das heutige Haus A. Im Jahr 2001 wurde das sanierte Gebäude der ehemaligen Seume-Schule für den Schulbetrieb übergeben. Außerdem wurde die Sanierung des ehemaligen EOS-Gebäudes (jetziges Haus B) abgeschlossen.
2002 wurden alle Generalsanierungsarbeiten fertiggestellt. Die Außenanlage erhielt ihre heutige Form.
Nach der Fusion mit dem Werratal-Gymnasium in Schwallungen im August 2005 mussten weitere Gebäude außerhalb der Schule genutzt werden, um für die zeitweise 1200 Schüler ausreichend Platz zur Verfügung zu stellen. Jedoch war die Nutzung dieser zusätzlichen Einrichtungen ab dem Schuljahr 2007/2008 aufgrund sinkender Schülerzahlen nicht mehr notwendig.

## Schulprofil
Im Jahre 2007 wurde an der Schule das neue Konzept der Schüler-Ingenieur-Akademie Westthüringen eingeführt.

## Schulpartnerschaften
In jedem Schuljahr finden Schülerbegegnungen mit den Partnerschulen Petar Bogdan Gymnasium in Montana (Bulgarien), der Schule Nr. 17 in Ternopil (Ukraine) und dem Collège „Les quatre saisons“ in Rodez (Frankreich) statt.